# National Board of Review Awards 1982
La 54ª edizione dei National Board of Review Awards si è tenuta il 14 febbraio 1983.

## Classifiche

### Migliori dieci film
- Gandhi, regia di Richard Attenborough
- Missing - Scomparso (Missing), regia di Costa-Gavras
- Ufficiale e gentiluomo (An Officer and a Gentleman), regia di Taylor Hackford
- Il mondo secondo Garp (The World According to Garp), regia di George Roy Hill
- Gli eletti (The Chosen), regia di Jeremy Paul Kagan
- Il verdetto (The Verdict), regia di Sidney Lumet
- La scelta di Sophie (Sophie's Choice), regia di Alan J. Pakula
- Tootsie, regia di Sydney Pollack
- Moonlighting, regia di Jerzy Skolimowski
- E.T. l'extra-terrestre (E.T. the Extra-Terrestrial), regia di Steven Spielberg

### Migliori film stranieri
- Yol, regia di Şerif Gören e Yilmaz Güney
- Siberiade (Sibiriada), regia di Andrej Končalovskij
- U-Boot 96 (Das Boot), regia di Wolfgang Petersen
- Tre fratelli, regia di Francesco Rosi
- Mephisto, regia di István Szabó

## Premi
- Miglior film: Gandhi, regia di Richard Attenborough
- Miglior film straniero: Mephisto, regia di István Szabó
- Miglior attore: Ben Kingsley (Gandhi)
- Miglior attrice: Meryl Streep (La scelta di Sophie)
- Miglior attore non protagonista: Robert Preston (Victor Victoria)
- Miglior attrice non protagonista: Glenn Close (Il mondo secondo Garp)
- Miglior regista: Sidney Lumet (Il verdetto)
- Premio alla carriera: Patricia Neal